# Åstorp
Åstorp (på dansk Aastrup ) er et byområde og hovedby i Åstorp/Aastrup Kommune i Skåne län, Sverige. I 2010 havde byen et indbyggertal på 9.488. En mindre del af byområdet er desuden beliggende i Ängelholm/Engelholm kommune. Byen ligger nordvest for Søderåsen/Sønder Ås mellem åsen og lavlandet i det nordvestlige Skåne.
Byen, der er et jernbaneknudepunkt på Skånebanen, har fra byens station forbindelse mod både Helsingborg og Kristianstad, mens der tidligere også var forbindelse til Landskrona, Eslöv via Klippan, Markaryd-Ljungby og Höganäs-Mölle. Björnekulla Kirke ligger også i byen.
På grund af den vekslende fødevaresituation, opførtes der under 1. verdenskrig, som i flere andre svenske byer, et kornlager, som fungerede som nødrationslager for fødevarer. Bygningen blev modsat nogle af de andre kornlagre revet ned i 1999 .